# Constantin Stătescu
Constantin Stătescu (n. 27 noiembrie 1927, Curtea de Argeș, Argeș, România – d. 1990, București, România) a fost un profesor universitar de drept și un demnitar al regimului comunist român. Constantin Stătescu a fost membru de partid din 1963.
Constantin Stătescu a fost membru al Consiliului de Stat (1967 - 1975), Președintele Tribunalului Suprem în perioada 08.1975 - 01.1977 ,   ministru al Justiției (1977 - 1979) și ambasador în Olanda (1984 - 1990). Constantin Stătescu a fost deputat în Marea Adunare Națională în sesiunile din perioada 1965 - 1980.
Constantin Stătescu a fost apreciat de juriști români remarcabili precum Valeriu Stoica, Corneliu Bârsan și Flavius Baias.

## Distincții
- Ordinul „23 August” clasa a III-a (4 mai 1971) „cu prilejul aniversării a 50 de ani de la constituirea Partidului Comunist Român, [...] pentru merite deosebite în opera de construire a socialismului”[7]